# 10022 Zubov
10022 Zubov è un asteroide della fascia principale. Scoperto nel 1979, presenta un'orbita caratterizzata da un semiasse maggiore pari a 2,3690493 UA e da un'eccentricità di 0,1324318, inclinata di 5,39585° rispetto all'eclittica.